# Formation de Huajiying
La formation de Huajiying est une formation géologique d'âge Crétacé inférieur qui affleure dans la province de Hebei, située dans l'est de la Chine. 
Elle est célèbre pour ses fossiles, souvent très bien conservés, en particulier ceux d'oiseaux primitifs qui font partie du biote de Jehol.

## Datation
L'âge la formation a été longtemps incertain. D'abord considérée soit d'âge Crétacé inférieur, soit Jurassique supérieur, elle est attribuée, depuis les années 2010 et grâce à quelques datations radiométriques, au Crétacé inférieur.
En effet, les niveaux stratigraphiques de la base de la formation ont été datés par datation argon-argon (couple 39Ar-40Ar) de 130,7 Ma (millions d'années), de l'Hauterivien supérieur,.
Elle pourrait ainsi être corrélée avec la formation de Dadianzi et, peut-être en partie, avec la formation de Yixian, cette dernière étant âgée d'environ 129,7 à 122,1 Ma (millions d'années), de l'extrême sommet de l'Hauterivien jusqu'à l'Aptien inférieur,.

## Description
C'est une séquence de dépôts d'environnement fluvio-lacustre, de grès et de siltstones intercalés avec de nombreux niveaux d'argiles et de calcaires fins, admettant de fréquents intervalles de pyroclastites.

## Stratigraphie
La formation de Huajiying est subdivisée en plusieurs membres, de haut en bas, et donc des plus récents vers les plus anciens :
- membre volcanique n° 5 (5th Volcanic Member)
- membre sédimentaire Guohedao (Guohedao Sedimentary Member)
- membre volcanique n° 4 (4th Volcanic Member)
- membre sédimentaire Nianzigou (Nianzigou Sedimentary Member)
- membre volcanique n° 3 (3rd Volcanic Member)
- membre sédimentaire Qiaotou (Qiaotou Sedimentary Member)
- membre volcanique n° 2 (2nd Volcanic Member)
- membre sédimentaire Sichakou (Sichakou Sedimentary Member)
- membre volcanique n° 2 (1st Volcanic Member)

|                   | Formations géologiques | Étages                                  | Datations en Ma  |
| ----------------- | ---------------------- | --------------------------------------- | ---------------- |
| Crétacé inférieur | Formation de Jiufotang | Aptien inférieur                        | 120,3 ± 0,7 Ma   |
| Crétacé inférieur | Formation de Yixian    | Aptien inférieur à Hauterivien terminal | 122,1 à 129,7 Ma |
| Crétacé inférieur | Formation de Huajiying | Hauterivien supérieur                   | 130,7 Ma ,       |

## Paléobiote
En suivant les conclusions des études de F. Ji et de ses collègues en 2008, la faune et la flore fossilisées dans cette formation géologique constituent le plus ancien enregistrement de l'écosystème du paléobiote de Jehol. Ce paléo-écosystème se prolongera lors du dépôt des formations de Yixian et de Jiufotang, il y a environ 129,7 et 120,3 Ma (millions d'années), jusqu'à l'Aptien inférieur.

## Paléofaune
Les oiseaux primitifs sont les plus célèbres des fossiles de cette formation, dont l'un des plus anciens, l'énantiornithe Protopteryx.
À noter aussi les fossiles d'un théropode de la famille des Troodontidae : Jinfengopteryx, et plusieurs espèces de poissons.